# No metal

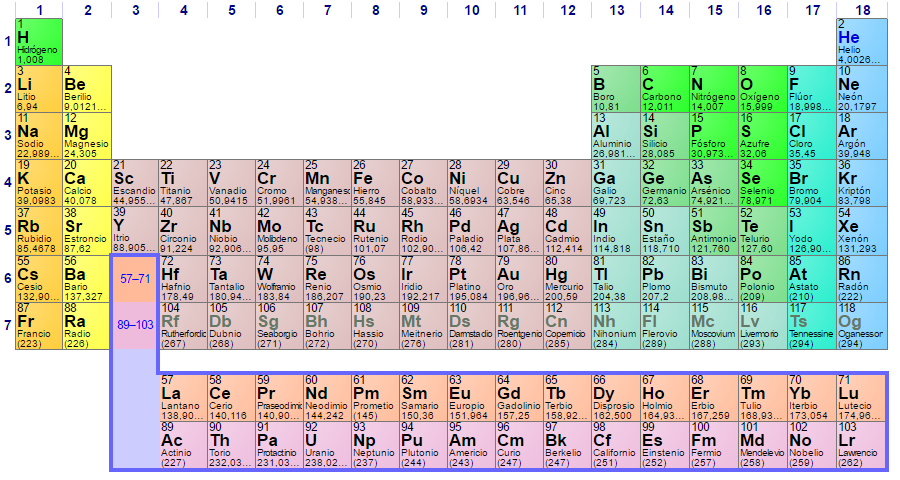

Los no metales son elementos químicos que no son buenos conductores de la corriente eléctrica y el calor. Son muy débiles, por lo que no se pueden ni estirar ni convertir en una lámina.
Las propiedades químicas de los no  metales, a diferencia de los metales, son muy diversas, a pesar de que representan un número muy reducido, la mayoría de ellos son esenciales para los sistemas biológicos (oxígeno, carbono, hidrógeno, nitrógeno, fósforo y azufre). En el grupo de los no metales se incluyen los halógenos (flúor, cloro, bromo, yodo, astato y teneso), que tienen 7 electrones en su última capa de valencia y los gases nobles (helio, neón, argón, kriptón, xenón, radón), que tienen 8 electrones en su última capa (excepto el helio, que tiene 2). Por lo tanto, dicha capa está completa y son poco reactivos. El resto de los no metales pertenecen a diversos grupos y son hidrógeno, carbono, azufre, selenio, nitrógeno, oxígeno y fósforo. Las propiedades únicas del hidrógeno lo apartan del resto de los elementos en la Tabla Periódica de Elementos.
Los no metales son los elementos situados a la derecha en la Tabla, por encima de la línea quebrada de los grupos 14 a 17 (incluido el hidrógeno). Colocados en orden creciente de número atómico, los elementos pueden clasificarse por similitud de propiedades en 18 familias o grupos (verticalmente por columnas).
Desde el punto de vista de la electrónica, los elementos de una familia poseen la misma configuración electrónica en la última capa, aunque difieren en el número de capas (períodos). Los grupos o familias son 18 y se corresponden con las columnas de la Tabla Periódica de Elementos.
La mayoría de los no metales tienen aplicaciones biológicas, tecnológicas o domésticas. Los organismos vivos están compuestos casi en su totalidad por los no metales hidrógeno, oxígeno, carbono y nitrógeno. Casi todos los no metales tienen usos individuales en medicina, farmacias, iluminación, lasers y artículos domésticos.
Aunque el término "no metálico" se remonta a 1566, no existe una definición precisa de no metal ampliamente aceptada. Algunos elementos presentan una marcada mezcla de propiedades metálicas y no metálicas, y los casos límite que se consideran no metales varían en función de los criterios de clasificación. Catorce elementos se reconocen siempre como no metales y otros nueve se califican parcialmente como no metales.

## Definición y elementos aplicables

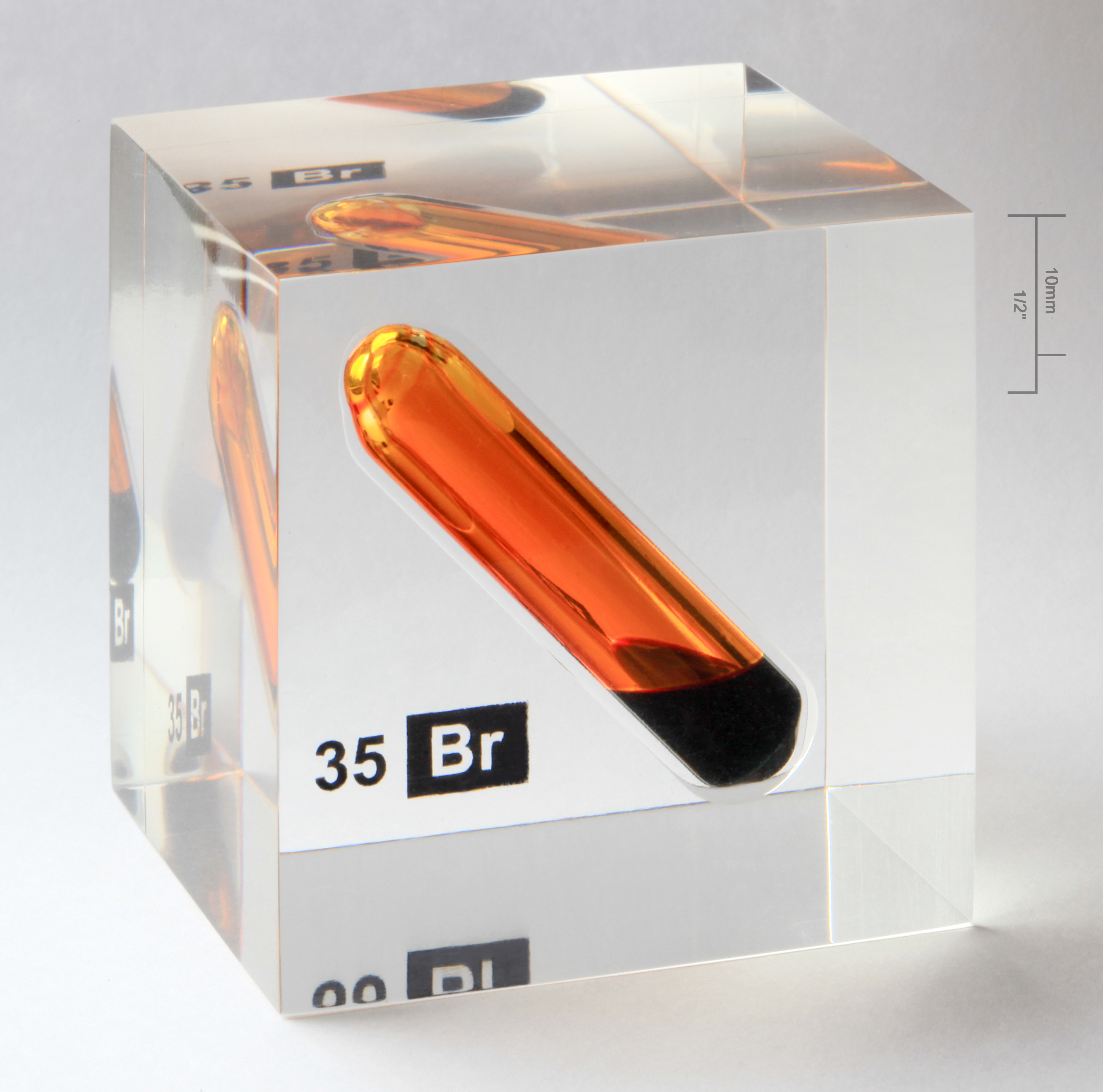
Muestra de Bromo

Un no metal es un elemento químico que se considera que carece de una preponderancia de propiedades metálicas como el brillo, la deformabilidad, una buena conductividad térmica y eléctrica y la capacidad de formar un óxido básico (en lugar de ácido). Puesto que no existe una definición rigurosa de un no metal, existe cierta variación entre las fuentes en cuanto a qué elementos se clasifican como tales. Las decisiones implicadas dependen de qué propiedad o propiedades se consideran más indicativas del carácter no metálico o metálico.
Aunque Steudel, en 2020, reconoció veintitrés elementos como no metales, cualquier lista de este tipo está abierta a cuestionamiento. Catorce casi siempre reconocidos son hidrógeno, oxígeno, nitrógeno y azufre; los altamente reactivos halógenos, flúor, cloro, bromo y yodo; y los gases nobles helio, neón, argón, kriptón, xenón y radón (véase, por ejemplo, Larrañaga et al). Los autores reconocieron el carbono, el fósforo y el selenio como no metales; Vernon había informado anteriormente de que estos tres elementos a veces se consideraban metaloides. Los elementos comúnmente reconocidos como metaloides, a saber, boro; silicio y germanio; arsénico y antimonio; y telurio se cuentan a veces como una clase intermedia entre los metales y los no metales cuando los criterios utilizados para distinguir entre metales y no metales no son concluyentes. En otras ocasiones se cuentan como no metales a la luz de su química no metálica.
De los 118 elementos conocidos no más del 20% se consideran no metales. El estatus de unos pocos elementos es menos seguro. El astato, el quinto halógeno, a menudo se ignora debido a su rareza e intensa radioactividad; la teoría y las pruebas experimentales sugieren que es un metal. Los elementos superpesados copernicio (Z= 112), flerovio (Z= 114), y oganesón (Z=118) pueden resultar no metales; su estatus no ha sido confirmado.

## Características

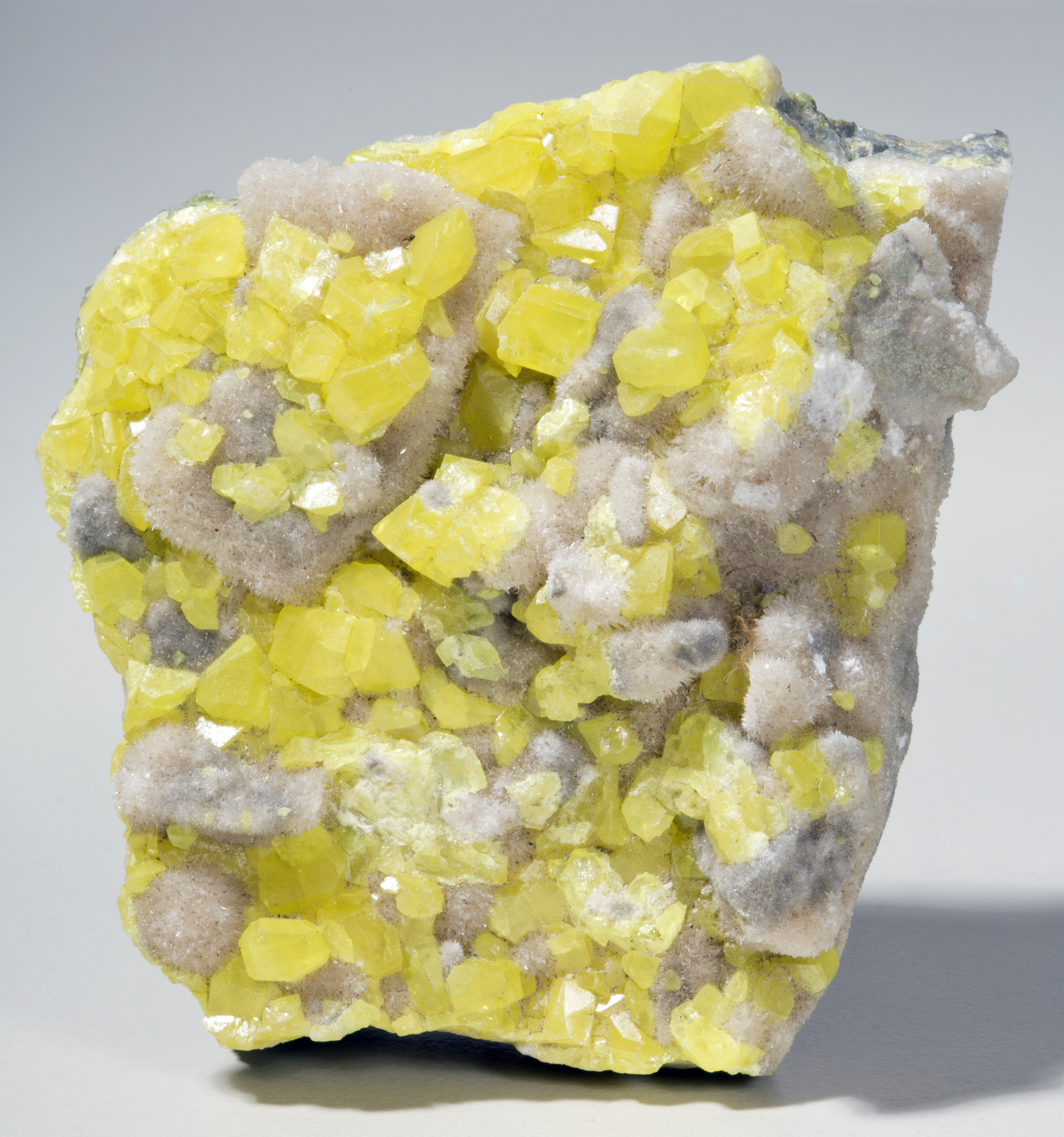
Azufre nativo, un no metal.

Los no metales varían mucho en su apariencia, no son lustrosos y por lo general son malos conductores del calor y la electricidad. Sus puntos de fusión son más bajos que los de los metales (aunque el diamante, una forma de carbono, funde a 3570 °C). Varios no metales existen en condiciones ordinarias como moléculas diatómicas.
En esta lista están incluidos cinco gases (H2, N2, O2, F2 y Cl2), un líquido (Br2) y un sólido volátil (I2). El resto de los no metales son sólidos que pueden ser duros como el diamante o blandos como el azufre. Al contrario de los metales, son muy frágiles y no pueden estirarse ni en hilos ni en láminas.
Se encuentran en los tres estados de la materia a temperatura ambiente: son gases (como el oxígeno), líquidos (bromo) y sólidos (como el carbono). No tienen brillo metálico y no reflejan la luz. Muchos no metales se encuentran en todos los seres vivos: carbono, hidrógeno, oxígeno, nitrógeno, fósforo y azufre en cantidades importantes. Otros son oligoelementos: selenio, yodo, cloro.
Pueden ser sólidos, líquidos o gases, indistintamente. Sus puntos de fusión y ebullición dependen de sus propiedades químicas, que están relacionadas con su capacidad para ganar electrones (los de la última capa, o sea los de valencia).
No conducen bien la electricidad, muchos ante ella se descomponen o recombinan químicamente. Con el agua dan generalmente sustancias ácidas. Están ubicados a la derecha de la Tabla Periódica de Elementos, y al combinarse químicamente ganan electrones para adquirir la configuración electrónica del gas noble del mismo periodo.

## Propiedades generales

### Físicas
Las propiedades físicas se aplican a los elementos en sus formas más estables en condiciones ambientales
Aproximadamente la mitad de los elementos no metálicos son gases; la mayoría del resto son sólidos brillantes. El bromo, el único líquido, es tan volátil que suele estar cubierto por una capa de sus vapores; el azufre es el único no metal sólido coloreado. Los no metales fluidos tienen densidades, punto de fusión y punto de ebullición muy bajos, y son malos conductores de calor y electricidad. Los elementos sólidos tienen densidades bajas, son quebradizos o desmenuzables con baja resistencia mecánica y estructural, y de malos a buenos conductores.
Las estructuras internas y las disposiciones de enlace de los no metales explican sus diferencias de forma. Los que existen como átomos discretos (por ejemplo, xenón) o moléculas (por ejemplo, oxígeno, azufre y bromo) tienen puntos de fusión y ebullición bajos, ya que se mantienen unidos por débiles fuerzas de dispersión de London que actúan entre sus átomos o moléculas. Muchos son gases a temperatura ambiente. Los no metales que forman estructuras gigantes, como cadenas de hasta 1000 átomos (por ejemplo, el selenio), láminas (por ejemplo, el carbono) o entramados tridimensionales (por ejemplo, el silicio), tienen puntos de fusión y ebullición más altos, ya que se necesita más energía para superar sus enlace covalentes más fuertes, por lo que todos son sólidos. Los que están más cerca del lado izquierdo de la tabla periódica, o más abajo en una columna, suelen tener algunas interacciones metálicas débiles entre sus moléculas, cadenas o capas, en consonancia con su proximidad a los metales; esto ocurre en el boro, carbono, fósforo, arsénico, selenio, antimonio, telurio y yodo.
Los elementos no metálicos son brillantes, coloreados o incoloros. En el caso del boro, el carbono grafítico, el silicio, el fósforo negro, el germanio, el arsénico, el selenio, el antimonio, el telurio y el yodo, sus estructuras presentan diversos grados de electrones deslocalizados que dispersan la luz visible entrante, dando lugar a un aspecto brillante. Los no metales coloreados (azufre, flúor, cloro, bromo) absorben algunos colores (longitudes de onda) y transmiten los colores complementarios. En el caso del cloro, su "familiar color amarillo verdoso... se debe a una amplia región de absorción en las regiones violeta y azul del espectro". En el caso de los no metales incoloros (hidrógeno, nitrógeno, oxígeno y los gases nobles), sus electrones se mantienen con suficiente fuerza como para que no se produzca absorción en la parte visible del espectro y se transmita toda la luz visible.
Las conductividades eléctrica y térmica de los no metales y la naturaleza frágil de los sólidos están igualmente relacionadas con sus disposiciones internas. Mientras que una buena conductividad y plasticidad (maleabilidad, ductilidad) se asocian normalmente con la presencia de electrones en movimiento libre y uniformemente distribuidos en los metales los electrones en los no metales carecen típicamente de tal movilidad. Entre los elementos no metálicos, la buena conductividad eléctrica y térmica se da sólo en el carbono, el arsénico y el antimonio. Por lo demás, la buena conductividad térmica sólo se da en el boro, el silicio, el fósforo y el germanio; dicha conductividad se transmite a través de las vibraciones de las redes cristalinas de estos elementos. El boro, el silicio, el fósforo, el germanio, el selenio, el telurio y el yodo presentan una conductividad eléctrica moderada.}. La plasticidad se produce en circunstancias limitadas sólo en carbono, fósforo, azufre y selenio..
Las diferencias físicas entre metales y no metales surgen de las fuerzas atómicas internas y externas. Internamente, la carga positiva que surge de los protones en el núcleo de un átomo actúa para mantener los electrones externos del átomo en su lugar. Externamente, los mismos electrones están sometidos a fuerzas de atracción de los protones de los átomos cercanos. Cuando las fuerzas externas son mayores o iguales que la fuerza interna, se espera que los electrones externos se muevan libremente entre los átomos, y se predicen propiedades metálicas. En caso contrario, se esperan propiedades no metálicas.

### Químicas
Los no metales tienen valores de electronegatividad de moderados a altos y tienden a formar compuestos ácidos. Por ejemplo, los no metales sólidos (incluidos los metaloides) reaccionan con ácido nítrico para formar o bien un ácido, o bien un óxido que tiene propiedades ácidas predominantes..
Tienden a ganar o compartir electrones cuando reaccionan, a diferencia de los metales que tienden a donar electrones. Dada la estabilidad de las  configuraciones electrónicas de los gases nobles, que tienen cáscara externa completa, los no metales generalmente ganan suficientes electrones para darles la configuración electrónica del siguiente gas noble, mientras que los metales tienden a perder electrones suficientes para dejarlos con la configuración electrónica del gas noble precedente. Para los elementos no metálicos esta tendencia se resume en la dueto y regla del octeto, y para los metales existe una regla de los 18 electrones menos rigurosamente predictiva.
Los no metales suelen tener valores de energías de ionización, afinidades electrónicas, electronegatividad y  potencial de reducción estándar más altos que los metales. En general, cuanto más altos son estos valores, más no metálico es el elemento.
Las diferencias químicas entre metales y no metales surgen en gran medida de la fuerza de atracción entre la carga nuclear positiva de un átomo individual y sus electrones exteriores cargados negativamente. De izquierda a derecha a través de cada periodo de la tabla periódica, la carga nuclear aumenta a medida que aumenta el número de protones en el núcleo atómico. Hay una reducción asociada en el radio atómico a medida que el aumento de la carga nuclear acerca los electrones exteriores al núcleo. En los metales, el efecto de la carga nuclear suele ser más débil que en los elementos no metálicos. En el enlace, por tanto, los metales tienden a perder electrones, y forman átomos o ioness cargados positivamente o polarizados mientras que los no metales tienden a ganar esos mismos electrones debido a su carga nuclear más fuerte, y forman iones o átomos polarizados cargados negativamente.
El número de compuestos formados por no metales es enorme. Los diez primeros puestos de una tabla de los "20 primeros" elementos que se encuentran con más frecuencia en 895.501.834 compuestos, según la lista del registro del Chemical Abstracts Service del 2 de noviembre de 2021, estaban ocupados por no metales. El hidrógeno, el carbono, el oxígeno y el nitrógeno se encontraban colectivamente en la mayoría (80%) de los compuestos. El silicio, un metaloide, ocupaba el undécimo lugar. El metal más valorado, con una frecuencia de aparición del 0,14%, fue el hierro, en el puesto 12. Algunos ejemplos de compuestos no metálicos son: ácido bórico (H
3BO
3), utilizado en  esmaltes cerámicos; selenocisteína (C
3H
7NO
2Se), el 21.º aminoácido de la vida; sesquisulfuro de fósforo (P4S3), en fósforos en cualquier lugar; y teflón ()n), tal y como se utiliza en revestimientos antiadherentes para sartenes y otros utensilios de cocina.

#### Resumen
- Propiedades físicas:[63]
  - Sólidos (Ej: azufre y carbono).
  - Líquidos (únicamente el bromo).
  - Gaseosos (Ej: oxígeno e hidrógeno).
  - No poseen brillo metálico a excepción del yodo.
  - No son dúctiles , ni maleables.
  - No son buenos conductores del calor y de la electricidad (a excepciones de algunas formas alotrópicas del carbono y el fósforo).

- Propiedades químicas:

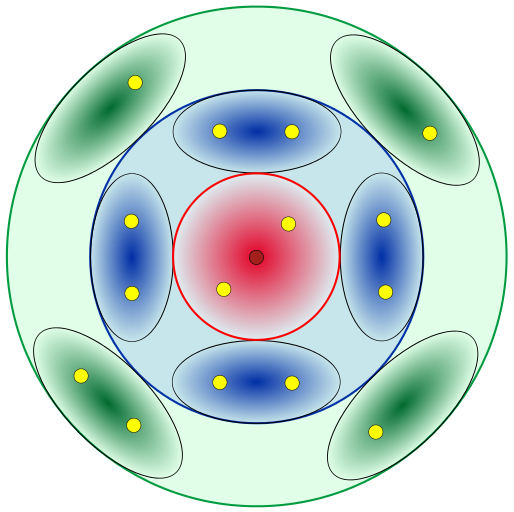
Estructura de Lewis del fósforo, un no metal. Tiene 5 electrones en su última capa.

  - Sus átomos tienen en su última capa 4, 5, 6 y/o 7 electrones.
  - Al ionizarse adquieren carga negativa.[64]
  - Al combinarse con el oxígeno forman óxidos no metálicos o anhídridos.
  - Poseen moléculas formadas por dos o más átomos.

## Reactividad, diferencia con los metales
Los no metales tienen tendencia a parecerse a los gases nobles más cercanos en cuanto a la configuración electrónica de su última capa. Los menos electronegativos tendrán tendencia a perder electrones frente a otros más electronegativos.
La reactividad de un elemento mide la tendencia a combinarse con otros.
- Variación de la reactividad en los grupos. Son más reactivos los grupos de la izquierda que los de la derecha dado que resulta más fácil perder un electrón de la última capa que dos, tres,... Cuando llegamos a cierto grupo la tendencia se invierte dado que resultará más fácil ganar los electrones que le faltan para parecerse al gas noble más cercano.[65] Por tanto, en un período.
- La reactividad de los metales aumenta cuanto más a la izquierda en el período (menos electrones a quitar).
- La reactividad de los no metales aumenta al avanzar en el período (menos electrones a coger).
- Variación de la reactividad en los grupos. A medida que descendemos en un grupo, los electrones de la última capa se encuentran más lejos del núcleo y, por tanto, resultará más fácil quitárselos y, en el caso de los No metales, más difícil el coger electrones.
- La reactividad de los metales aumenta al avanzar en un grupo (mayor tendencia a perder electrones).
- La reactividad de los no metales aumenta cuanto más arriba en el grupo (mayor tendencia a coger electrones)

### Regla del octeto de Lewis
En la formación de compuestos existe una tendencia a coger, perder o compartir electrones entre los átomos y de esta forma parecerse a la configuración electrónica del gas noble más cercano (ocho electrones en la última capa salvo el helio que sólo tiene dos). Esta tendencia se denomina Regla del octeto.
La regla del octeto permite explicar que los metales adquieren la configuración de gas noble perdiendo electrones mientras que los no metales la adquieren compartiéndolos.